# Культура Камбоджі

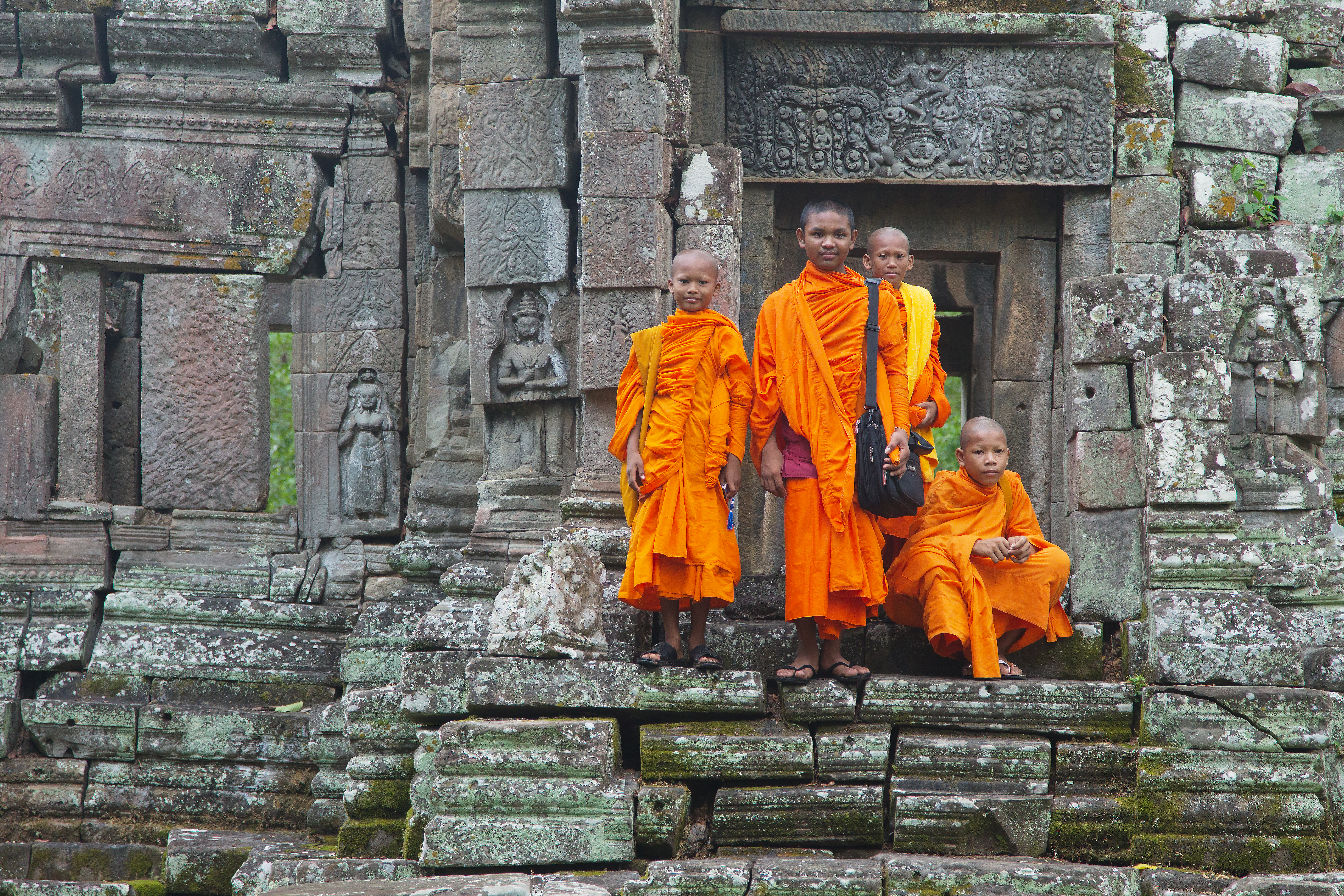
Група монахів, Камбоджа

Культура Камбоджі — культура корінних народів Камбоджі від давніх часів до сучасності. В різні часи на культуру
кхмерів мали вплив китайська, тайська, яванські, індійська культури, тому культура Камбоджі поєднує в собі культурні риси і цих народів

## Історія культури Камбоджі

### Додержавницький період
Відомо, що до появи першої кхмерської державності — Фунанського королівства (І-VI століття), до проникнення на дані території індійців та їх культури, на території сучасної Камбоджі вже існувала автохтонна цивілізація, аустро-азійська за походженням. Ця цивілізація, не зважаючи на значний індійський вплив, зіграла важливу роль у формуванні менталітету населення та культурні особливості, притаманні камбоджійцям досі.
Розкопки первісних стоянок на території Камбоджі дають нам дані про дофунанський період. Тогочасні кхмери користувалися знаряддями з відшліфованого каміння та металу, кам'яними ножами, скребками для обробітку шкіри, гарпунами, гачками для риболовлі, предметами зі скла та кераміки. Їли давні камбоджійці м'ясо тварин, рибу та молюсків.
Мало даних про поховання цього періоду. Вчені допускають, що небіжчика ховали в сидячому положенні, одягаючи на них металічні браслети та намиста.

### Культура Королівства Фунань
Відомості про культура кхмерів періоду королівства Фунань дійшли до нас з китайських джерел.
Кількість пам'яток та джерел цього періоду більша, що дає ширші можливості для дослідження культури.
Головним фактором розповсюдження культури Індії була діяльність моряків та торговців. Характер місцевих жителів та їх природа швидко стали до вподоби індійцям і велика частина подорожуючих залишалися тут. Індійські торговці були здебільшого людьми культурними, скоро до них приєдналася брахманська та буддистська еліта. Прості торгові факторії переростали в культурні центри, що поповнювались ремісниками, культурними та релігійними діячами. Погляди місцевих жителів та приїжджих індійців не суперечили один одному, тому що сприяло тісному сплетінню та взаємодоповнення культур. Нова, індійська, культура внесла в культуру давніх кхмерів такі елементи як техніка, релігія, що відповідала духовним потребам жителів, мову тогочасних учених — санскрит.
У Королівстві Фунань активно розбудовувалися міста. Археологічні дослідження міста Окео дають нам змогу реконструювати вигляд фунанського міста. Місто витягнуто на 3 км в довжину та на 1,5 км в ширину і перетиналося водним каналом. Було знайдено кам'яні фундаменти храмів та громадських споруд, призначення яких невідомо. Деякі міста були обнесені мурами, а в самому місті розташовувались палаци та житлові будинки. Правитель жив у кількаповерховому палаці, виготовленому з дерева. Дахи будинків крили бамбуковим листям, стіни були солом'яними, підлогу плели з бамбука. Через особливості клімату (періодів високої та низької води) житла будувалися на палях, завжди припіднятими. Під підлогою підвищених будинків знаходилося господарство: бики, свині та собаки. Не знаючи гончарного кола, давні кхмери виготовляли глиняний посуд з притаманним їм геометричним та спіральним орнаментом. За допомогою веретина виготовляли тканини.

#### Місто
Надписи та донесення китайських послів, що відвідали королівство дають нам цінні свідчення про те, як жило населення міста. Повідомляється, що жителі займалися переважно сільським господарством: один рік сіяли, а три наступних роки збирали врожай. Крім того, вони карбували монети. Їли зі срібного посуду. Податки платили перлинами, золотом і пахучими смолами. У них були книги, сховища для письмових документів та інших речей. Прості люди не користувалися санскритом, а спілкувалися місцевою мовою. Серед жителів міста було багато ремісників — гончарів, ювелірів, майстрів карбування монет. Було розвинуто суднобудівництво. Довжина суден була в середньому 25 метрів та шириною 2 метри. Ніс та корма суден схожі на хвіст та голову риби.
Чоловіки зі знатних сімей носили саронг із парчі, а жінки мали одяг, роблячи у тканині отвір для голови. У бідних сім'ях прикривались шматком полотна.

#### Традиції
Для розваг жителі влаштовували бої півнів та кабанів. У спірних ситуаціях справи кримінального характеру вирішували звичаєвими способами: потрібно було дістати золоті каблучки та м'ясо з киплячої води. Або пройти сім кроків з розпеченим ланцюгом, обмотаним навколо рук. У невинної людини руки мають залишитись неушкодженими. Під час трауру було прийнято брити бороду та волосся. Традиційно було чотири види поховання: у воді (тіло небіжчика кидали у воду), у вогні (тіло небіжчика спалювали), у землі (тіло небіжчика закопували у землю) та поховання за допомогою птахів (тіло небіжчика залишають в полі). 

#### Мистецтво
Досить поширеним було скульптурне мистецтво. Про це відомо завдяки чисельним знахідкам в Пном Да. Найвідомішою з них є скульптура восьмирукого Вішну, одягненого в сампот та в мітрі. Заслуговують на увагу також статуя Крішни та статуя Харіхари.

### Культура Королівства Ченла
Після занепаду Королівства Фунань в VI столітті його спадкоємцем стає Королівство Ченла. Пам'ятки періоду першої цивілізації Ченла традиційно мають назву доангкорське мистецтво. В архітектурі та скульптурі цього періоду переважають риси індійської культури. Важливими пам'ятками того часу, що дійшла до наших днів є скульптура Харіхари з Самбор Прей Кука та бюст Уми. Користувалися давньокхмерською мовою.
Пам'ятки даної епохи представлені стилями Прей Кменг (кінець VII — середина VIII століття) і Кампонпрах (друга половина VIII століття), котрі є проміжними між стилями Самбор Прей Кук і Кулен. Були присутні цегляні архітектурні споруди, з'являється ступінчата піраміда. Перемички та маленькі колони прикрашали стилізованим листям. На стінах з'являються зображення окремих персонажів. Найкращі зразки Кампонгпрах можна побачити в Пум Прасаті та Пном Бассеті, в північно-західному напрямку від Пномпеня.
Не зважаючи на історичні та політичні зміни, кхмерське мистецтво продовжує розвиватися. Сильно не відходячи від індійських рис, кхмерське мистецтво формує свої особливості. Становлення незабаром міцного та єдиного королівства допомогло кхмерам якнайкраще розвинути власний стиль, становивши класичне кхмерське мистецтво.

### Культура періоду Кхмерської імперії
У 802 році кхмерський принц Джайяварман II заснував кхмерське королівство. Архітектурне мистецтво імперії  

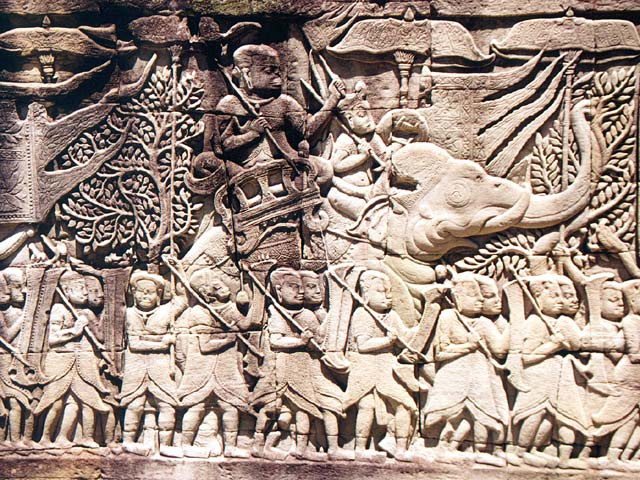
Рильєф на стіні храму Байон.

проявлялось, головним чином, через храмобудування. 
У Кхмерській імперії ІХ століття утворився новий архітектурний стиль - Прах Ко або Ролуос. Варто відмітити, що  вівтарі ще зроблені з цегли, але в Баконгі, найзначнішому храмі групи Ролуос, цегляні башти оточують велику кам'яну храм-гору. Це вказувало на використання нового матеріалу в будуванні. Для відповідності свого символічного призначення за допомогою цілого ряду терас і поступового зменшення їх поверхонь архітектори створили штучну гору Меру, що підтримувала вівтар королівської лінги (не зберігся до нашого часу). Так утворився класичний кхмерський тип храму-гори. Пам'ятки групи Ролуос знаменували кінець кхмерському примітивному мистецтву. Завдяки зусиллям  

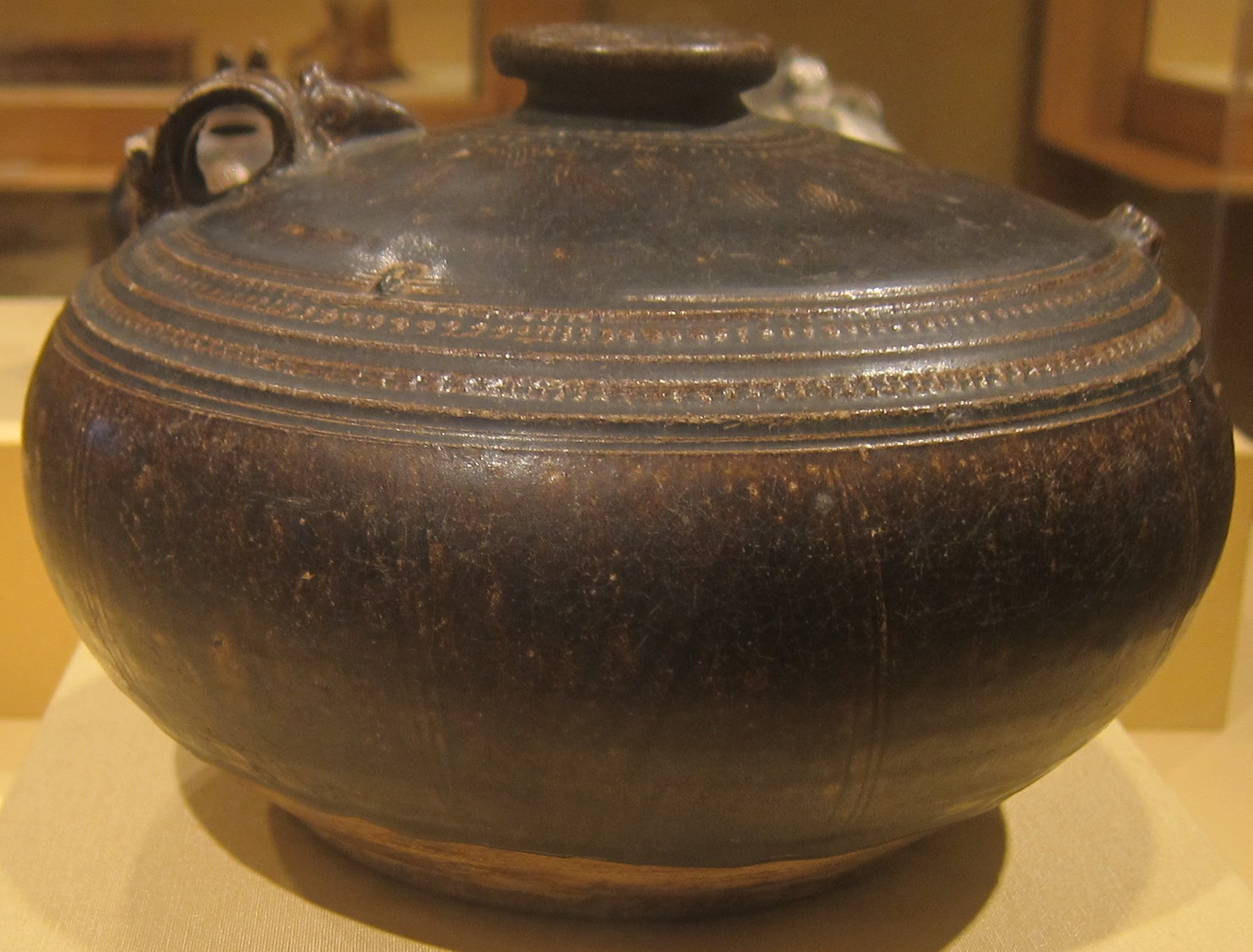
Ковш, Кхмерська імперія XII століття.

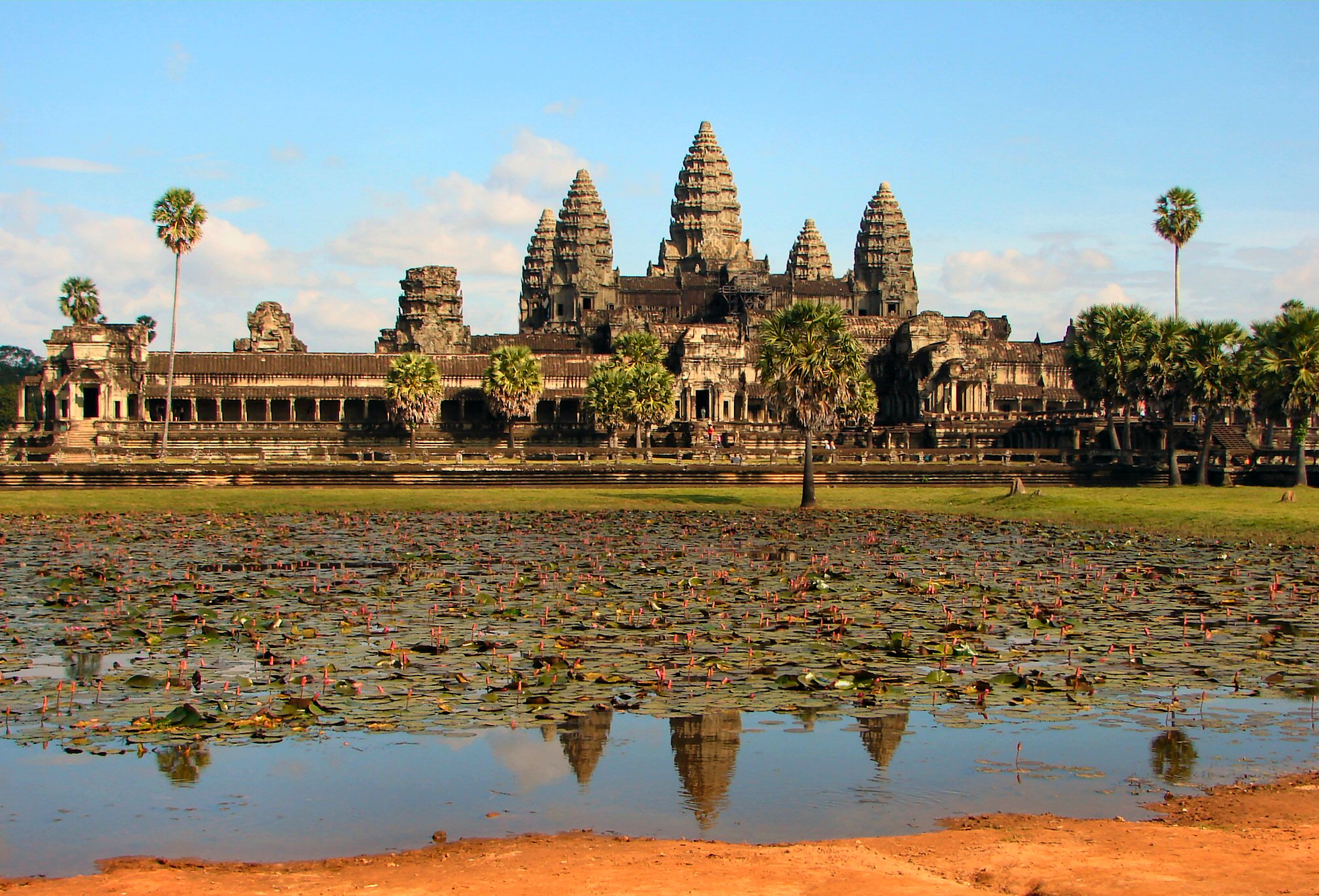
Храмовий комплекс Ангкор-Ват.

архітекторів утворилося класичне кхмерське мистецтво, що досягло розквіту в Ангкорі. 
Кхмерське мистецтво ХІ століття представлене двома стилями - Кхлеанг і Бапхуон. Стиль Кхлеанг проявляється в кількох культових спорудах: Пхіменеакасом, Такео, гопурами королівського палацу, Прах Віхеаром та Пном Чізором. Основа будівлі - ступінчата піраміда, оточена огорожею. Перекладини мають менше оздоблення, але, як і раніше, основим орнаментом є листя. Колони мають форму восьмикутника. Кожна сторона прикрашена дрібним листям. 
Стиль Бапхуон представлений тільки двома великими ансамблями Бапхуона і Західного Мебона. Храм-гора в Бапхуоні мав колосальні розміри - 120 метрів із заходу на схід та 100 метрів з півночі на південь (більша частина храму не збереглась до нашого часу).
Найвідомішою архітектурною спорудою класичного кхмерського мистецтва є храм Ангкор-Ват, збудований під час правління Сур'явармана II.

#### Ангкор-Тхом

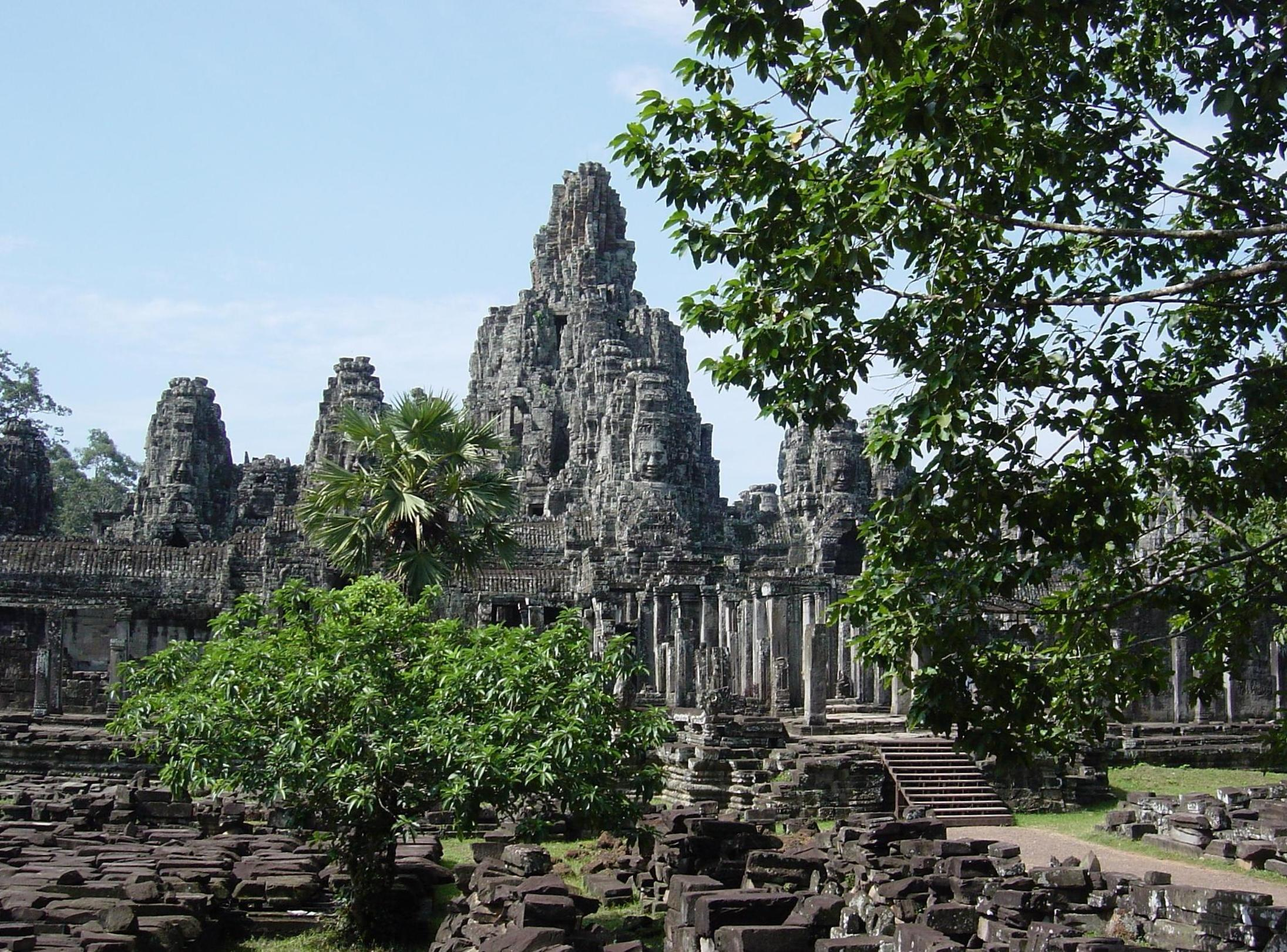
Ангкор-Тхом

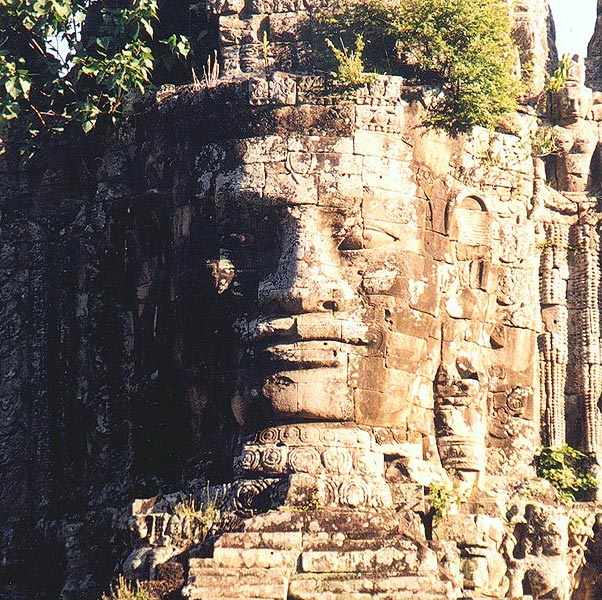
Південні ворота міста Ангкор-Тхом

Під час правління Джаявармана VII було збудовано нову столицю імперії - Ангкор-Тхом. Це було дуже велике місто, кожна сторона його огорожі була довжиною 3 км. Висота цих стін була близько 8 м, із зовнішньої сторони місто було оточене ровом, а біля стін в самому місті розташовувалась дорога. По кутках стіни стояли чотири невеликі храми. Серцем міста була Королівська площа, що розташовувалась поруч із духовним центром столиці, храмом Байон. Культові церемонії проходили з урочистістю та пишністю. Довгі процесії, що супроводжувались музикою повідомляли про божественну ходу на золотих ношах, прикрашених дорогоцінними парасолями. Будівництво, утримання храмів та всіх їх жителів лягало на плечі простого народу.   
Ансамбль із будівель, дахи котрих покриті зеленою та золотою черепицею, утворював королівський палац. Палац мав квартали, кожен з яких мав своє призначення: приміщення для короля, його сім'ї, міністрів, вищих релігійних чинів, для прийомів, гаремів, служби, кухні тощо. Єдиною частиною палацу, що були відкритою для народу були зали для прийомів. Ці зали відрізнялися нечуваною розкішшю: дахи вкриті позолоченою черепицею, стіни та колони були прикрашені різьбою, позолотою та іншими дорогоцінними матеріалами. Чжоу Дагуань так описав зовнішній вигляд короля: тканина для королівського одягу мала суцільний візерунок. Носив золоту діадему, а коли був без діадеми, то заплітав у волосся квіти, схожі на жасмин. На шиї носив прикраси з перлин, на зап'ясті, щиколотці та пальцях носив браслети та каблучки з дорогоцінними каменями. Ходив король босоніж, а його ступні та долоні намазані червоною фарбою (екстракт сандалового дерева).
1430 року жителі залишають Ангкор-Тхом і на довгий час місто стає забутим.

#### Звички та традиції кхмерів періоду імперії
Життя камбоджійців підкорювалося звичкам і традиціям предків. Таким чином, залишався старий звичай "правильного одруження". Звичай зобов'язував одного члена сім'ї одружуватися з двоюрідною сестрою з метою жорсткого контролю складу сімейного клану. Всі стадії життя кхмерів - народження, статева зрілість, одруження, смерть - супроводжувалися релігійними обрядами, зовсім не схожими на брахманські та буддистські церемонії. Більшість сучасних камбоджійських свят також не мають нічого спільного з цими релігіями, а пов'язані з пережитками давніх анімістичних вірувань місцевих жителів. 
Відомо, що після смерті тіло або спалювали, або залишали в полі, де тіло мали знищити птахи. Тому не було знайдено жодного місця масового поховання на кшталт кладовищ.
Була розповсюджена проституція, офіційно визнана, навіть священна. Дивний звичай давав право священику лишити цноти дівчину в 9 років, якщо вона походила зі знатної родини та в 11 років, якщо статус її родини був менш впливовий. Вважалося, що тільки священики володіли такою силою, щоб не порушити "табу крові". В обмін на цю послугу священник отримував подарунки від родини дівчини. В бідних сім'ях вони робили це безкоштовно як акт милосердя.
У цьому суспільстві дуже поважали жінок. Жінки користувалися необмеженою свободою, займалися торгівлею, брали активну участь в державних справах, займали адміністративні посади, займалися наукою. Престолонаслідування також часто велося по материнській лінії.

### Культура періоду Нової доби
З ХІ століття культура Кхмерської імперії не розвивалась як раніше. Завдані індуїстськими правителями руйнування буддистських храмів, змучена війнами столиця та постійний вплив сусідніх народів на залишки колись могутньої імперії - такою була камбоджійська земля кілька століть. 
Новою столицею стало місто Ловек. 1553 року в місті було побудовано палац для короля Ан Чан. 1594 року місто Ловек було повністю пограбоване та спалене. Королівські скарби, священні книги, хроніки, книги Законів знищили або перевезли в Аютшо. Камбоджа потрапляє практично в повну залежність від іноземців.
З XVI століття важливим явищем був наплив європейців на землі Далекого Сходу, в том числі на землі сучасної Камбоджі. Поява місіонерів на території Камбоджі сприяла появі достовірних описів та хронік цих земель. Більшість інформації щодо історії Камбоджі періоду Нової Доби можна дізнатися з європейських (іспанських, португальських, голландських та французьких) джерел. До приходу французького протекторату навчання в школах було не обов'язковим і відбувалося лише в пагодах. Там діти вчилися читати кхмерською мовою та заучували кілька буддистських молитов. Першу французьку школу було засновано 1873 року. Поступово такі школи відкривали по всій території країни. В останні роки протекторату майже всі округи мали початкові школи, керували якими французькі вчителі. Школи при пагодах було збережено, але модернізовано таким чином, щоб їх навчальна програма не відрізнялась від програми світської школи. Початкова освіта поступово ускладнювалась та розширювалася завдяки створенню шкіл з повною програмою, створенню повної середньої школи - коледж Сісовата і ліцей в Пномпені. Розвивалося й мистецтво. У школі камбоджійського мистецтва в Пномпені, заснованій Ж. Грольє, викладали камбоджійці, котрі володіли древньою традиційною технікою. Тут навчались майбутні ремісники та скульптори, ювеліри та гончарі. Камбоджійські ремісники продовжують створювати вироби зі срібла, статуетки будд та інші вироби за мотивами класичних кхмерських сюжетів. Варто особливо відмітити створення Французької школи Далекого Сходу, завдяки якій європейський світ дізнався про кхмерський народ та культура, зокрема про величний Анкгор. Колишню столицю Анкгор по причині постійних війн та боротьби забули і самі камбоджійці. Нове відкриття Ангкору зробив француз Еміль Буйево. Але пробудити інтерес до цієї пам'ятки зміг лише Анрі Муо 1863 року, опублікувавши свою розповідь про Ангкор у французькій газеті.    

## Культура сучасної Камбоджі

### Танці

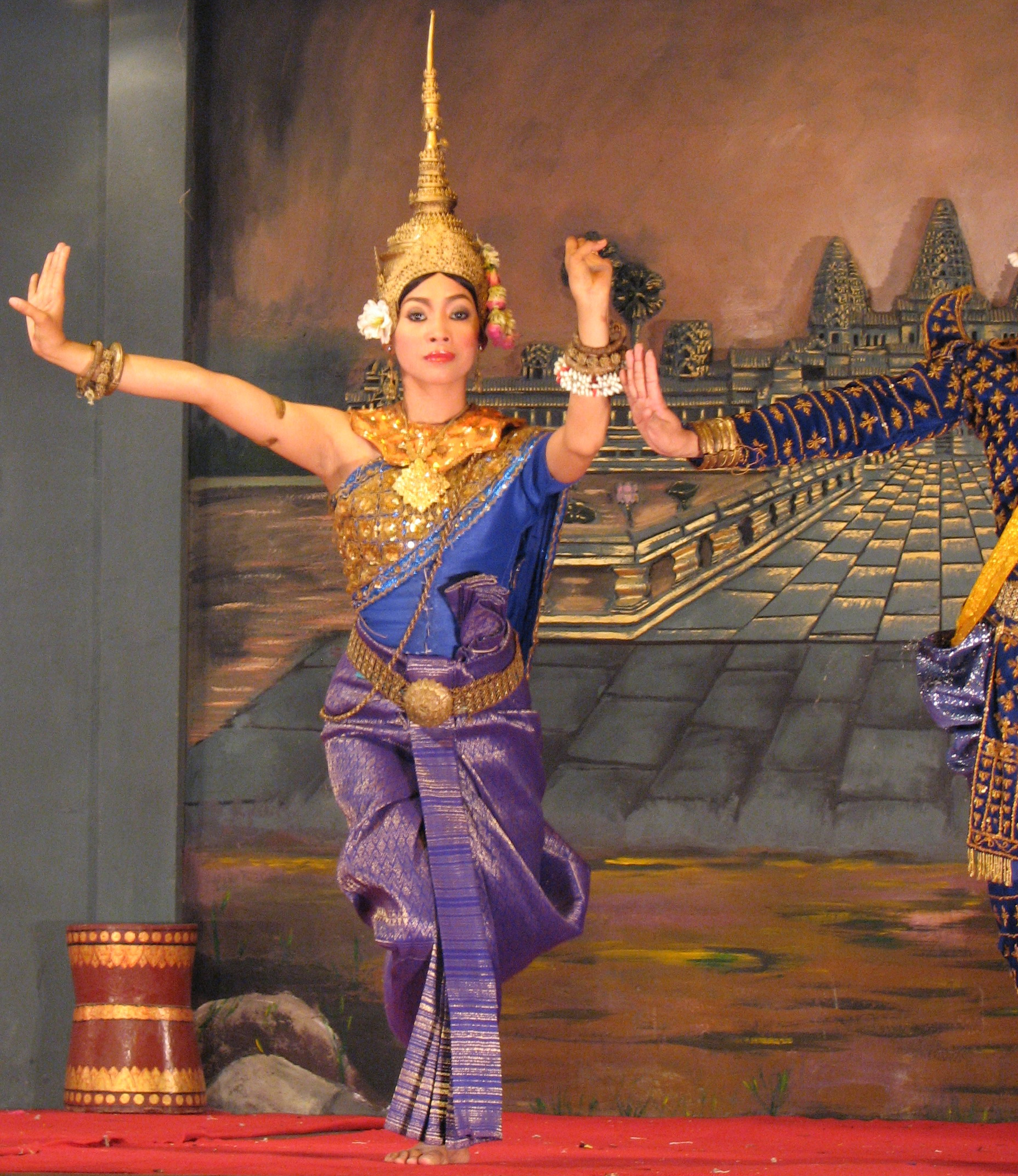
Виконавиця класичного кхмерського танцю

Виділяють три види танців у Камбоджі: класичний, народний та соціальний. Гордістю камбоджійського танцювального мистецтва є класичний танець. Серед дослідників і досі ведуться суперечки щодо походження класичного танцю. Частина дослідників стверджують, що класичний кхмерський танець має доангкорське коріння, інша частина вважає, що даний танець прийшов у камбоджійську культуру в ХІХ столітті. Виконавці класичного кхмерського танцю гарно одягнені та кожен рух, елемент та позу танцю виконують ідеально. Танець виконується повільно та спокійно.
Народний танець виник у сільській місцевості та виконується сільськими жителями. Народний танець передає загальні теми: любов, комедію, захист від злих духів. Відрізняється швидшим темпом, меншим значенням одягу та рухів. 
Соціальні танці виконуються на неформальних громадських заходах: прийомах, бенкетах, вечірках. Сучасні західні популярні танці в тому числі ча-ча, болеро, і Медісон, також вплинули на камбоджійський соціальний танець.

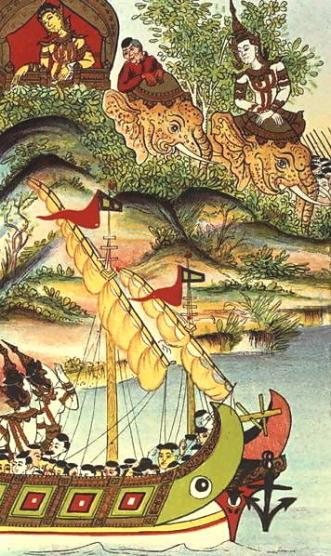
Ілюстрація до однієї з кхмерських казок, ХІХ століття

### Кухня
Як і в інших країнах Південно-Східної Азії, основною їжею для камбоджійців є рис. Риба з річки Меконг та озера Тонлесап також є основним елементом раціону жителів Камбоджі. Кухня Камбоджі також включає в себе тропічні фрукти, супи та локшину. В їжу часто вживають лимонну траву, рибний соус, соєвий соус, часник, імбир, тамаринд, кокосове молоко та чорний перець. Крім того, в Камбоджі розповсюджена місцева, так звана вулична кухня: смажені павуки, цвіркуни та інші комахи. У камбоджійській кухні залишили також свій слід французи. На відміну від тайської та в'єтнамської кухні, камбоджійська кухня не користується такою великою популярністю у світі.

### Музика

Камбоджійський співак Сін Сісамут

Традиційна камбоджійська музика походить з часів Кхмерської імперії. Серед форм народної музики відомі «чапей» (популярна серед старшого покоління, виконується на традиційній гітарі, між безпосередньо програванням музики декламуються тексти переважно релігійної та моральної тематики) і «а яй» (виконується соло, чи в дуеті чоловіка з жінкою,часто мають комедійний характер). Жанр «пленг каах» використовується для супроводження традиційних кхмерських весіллях, являє собою набір традиційної музики. Традиційні музичні інструменти камбоджійців: гонг, металофон, барабани різних видів, духові інструменти з дерева.
Класичними представниками камбоджійської поп-музики були естрадні співаки Сін Сасімут та Рос Серейсотея, котрі виступали в 60-х та 70-х роках. Під час режиму червоних кхмерів більшість артистів було вбито, велика частина музичних записів того періоду було втрачено та знищено.
У 80-х роках камбоджійські співаки емігранти відновили цікавість до традиційної музики, використовуючи в своїх піснях мотиви етнічної кхмерської музики. В 90-х мала популярність музика в стилі кантрум, поєднана з мотивами сучасної музики. 

### Релігія

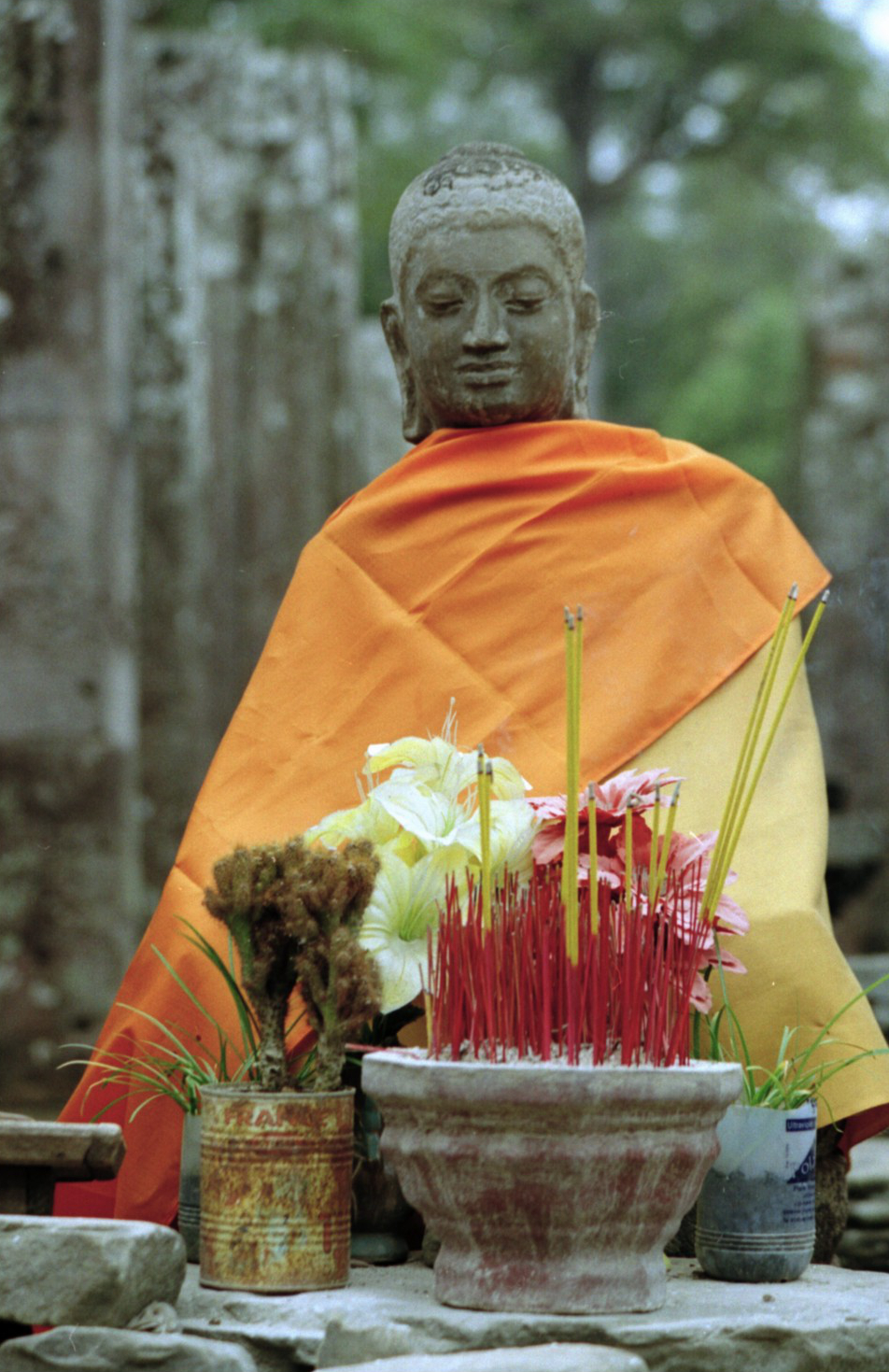
Статуя Будди в храмі Байон

Релігія в житті камбоджійців займає найважливіше місце. Монахи в камбоджійському суспільстві мають високий статус та вплив. Вони вільні від усіх суспільних обов'язків. Їх особистість священна, навіть коли монах скоїть злочин, то перед судом він постає тільки після рішення релігійної влади. Звичай, що залишився до сьогодні вимагає аби юнаки у віці близько двадцяти років залишались на один або два роки в пагоді. За цей час вони заучують найрозповсюдженіші молитви, отримують там середню освіту в порівняно більшому об'ємі. Ці школи при пагодах є важливою складовою інтелектуального та загального розвитку камбоджійців. Чуттєві та емоційні камбоджійці, котрих виховували в дусі легенд, так все життя живуть вірячи в них. Релігія пронизує все життя камбоджійців. Навіть зведення будинку потребує особливого настрою та обставин, аби не прогнівити духів. Для цього потрібен порадник з даром передбачення, котрий, враховуючи знак власника, вкаже на найкращий час будівництва. Щоб будівництво вдало просувалося необхідно здійснити ще ряд ритуалів. Камбоджійські будинки завжди стоять на палях для того, щоб у них не проникли вода, тварини та злі духи. В конструкціях будинків завжди дотримуються непарних чисел. Кожна важлива подія в житті камбоджійця супроводжується складним ритуалом. Вшановують, перш за все, богів, що відповідають за сімейні, домашні відносини та справи. Жінку, котра народжує кладуть у високе плетене ліжко, під яким розводять вогнище, аби відігнати злих духів. Три дні після народження дитини молода мати не повинна контактувати із зовнішнім світом. 
Кремація в Камбоджі найрозповсюдженіший вид поховання. В назначений день тіло мерця несуть до місця кремації, в той час, коли атяр виливає на землю три глеки води та кидає камінь, щоб покійник не переслідував живих родичів. Похоронна процесія не має сумного характеру, смерть у буддистів є лише новим етапом життя, переходом до нового існування, що може бути кращим за попереднє. 
Чисельні свята камбоджійців залежать від чергування, характерного для мусонного клімату. Зазвичай рік поділяється на три частини: сухий, прохолодний час (грудень-лютий); спекотний час (березень-травень); період дощів (червень-листопад).
Країни Далекого Сходу користуються місячним календарем, тому новий рік вони зустрічають не 1 січня. Новий рік може початися в різний час, відповідно до 15 дня спадаючого місяця в місяці пхалкум, зазвичай в березні або квітні. Святкують Новий рік три дні. В цей час припиняються всі сварки, торгівля, не можна вбивати тварин. В першу ніч святкування у королівському палаці стріляють з гармат, аби прогнати злих духів.